# A.C. Normann
Arnold Chr. Normann (født 23. marts 1904 i Hjerm, død 11. december 1978 i Helsingør) var en dansk journalist, politiker fra Radikale Venstre og minister i flere regeringer.

## Civil karriere
A.C. Normann var egentlig uddannet i landbruget, men han fattede snart interesse for journalistikken, og han arbejdede i dette fag begyndende med Det Radikale Venstres presse 1923-24. Efter ansættelser ved en række dagblade og i ledelsesroller i forskellige virksomheder etablerede han i 1943 sammen med blandt andet sin bror Normanns Forlag i Odense. Senere vendte han tilbage til dagspressen, hvor han blev medejer af Helsingør Dagblad fra 1956, chefredaktør 1972-74 og fra 1973 formand for aktieselskabet bag bladet.

## Politisk karriere
Normann stammede fra en familie, hvor faderen var radikalt indstillet og blandt andet havde Viggo Hørup som ideal, mens moderen var grundtvigianer og humanist. A.C. Normann engagerede sig tidligt i politik via den radikale bevægelse, og i perioden 1943-46 var han indvalgt i byrådet i Odense. Han var partiets folketingskandidat fra 1939, først i Otterupkredsen, senere i Lyngbykredsen, og fra 1950-1972 i Esbjerg- og Guldagerkredsene. Herfra blev han første gang indvalg i Folketinget ved valget i 1950, og han blev indvalgt ved de følgende valg indtil 1971, inden hans karriere her sluttede i 1972.
A.C. Normann havde flere ministerposter i regeringer fra 1963 til 1971. 
- Fiskeriminister i regeringen Viggo Kampmann II fra 18. november 1960 til 3. september 1962[3]
- Fiskeriminister i regeringen Jens Otto Krag I fra 3. september 1962 til 26. september 1964[4]
- Fiskeriminister og minister for Grønland i regeringen Hilmar Baunsgaard fra 2. februar 1968 til 11. oktober 1971[5]

### Ministerperioden
Som fiskeriminister var Normann blandt andet med til at sikre fiskerierhvervet favorable lånevilkår, så fiskeflåden blev moderniseret i tiden op til Danmarks optagelse i EF. Som minister for Grønland var han desuden med til at bane vej for Grønlands selvstyre.

### Trafikulykke
13. september 1971, kort før folketingsvalget i 1971, var A.C. Normann i en trafikulykke i Nordsjælland, hvor to mennesker døde og tre kom til skade. Han blev i retten tildelt den væsentligste skyld i ulykken og idømt 20 dages hæfte (senere skærpet til 30 dage) samt frataget sit kørekort i to år. Desuden blev han frataget sin parlamentariske immunitet, og efter dommen blev han den 23. november 1972 af et flertal i Folketinget (88 mod 70) fundet uværdig til at sidde i tinget.

## Privatliv
I 1934 blev han gift med Inge Haustrup, datter af fabrikant N.J. Haustrup og hustruen Clara.
Han skrev sine erindringer i bogen Erindringsbilleder. Politiske og litterære (1975), der udover at handle om hans politiske karriere også omtaler en række forfattere, som han kendte i sit liv, heriblandt Jeppe Aakjær, Johan Skjoldborg og Thøger Larsen.